# Ruset
Ruset är en svensk romantisk dramaserie från 2023. Serien är den första svenska dramaserien som görs på TikTok. Premiären var den 12 oktober 2023. 
Den första säsongen består av tio avsnitt och regisserades av Rojda Sekersöz som tidigare regisserat bland annat Young Royals. För manus har Tove och Sofie Forsman svarat. Serien är skapad av Jonas Eriksson och Amanda Nordlöw. Initiativtagare till serien är IQ (ett dotterbolag till Systembolaget).
Den andra säsongen hade premiär 3 mars 2025. Säsongen regisserades av Mats Udd och skrevs av seriens skapare Jonas Eriksson tillsammans med Mats Udd och Kajsa Lundström.

## Handling
Serien porträtterar unga vuxnas alkoholvanor och hur de påverkar relationer, beteenden och känslor.

## Roller i urval
- Wilma Lidén – Niva
- Fabian Penje – Theo
- Sabina Ddumba – Alba
- Juan Carlson – Sam
- Jonay Pineda Skallak — Dante
- Linton Calmroth — Adam
- Perla Malmberg — Nadia